# Messianska sigillet
Det messianska sigillet ('Jerusalems messianska sigill') är en symbol för messiansk judendom. Sigillet består av en menora som sammanfogats med en fisksymbol, en sådan som användes av de första messiastroende judarna, så att en davidsstjärna bildas i dess mitt:

Denna symbol kan ha använts redan under det första århundradet enligt vår tideräkning av en tidig messiansk synagoga i Jerusalem, vars ledare enligt en spridd tro ska ha varit Jakob, Jesu bror. Symbolen används idag av många messiansk-judiska organisationer, men är inte den enda symbolen som representerar rörelsen. En davidsstjärna med ett kors i dess mitt är också en vanlig symbol, liksom en enkel davidsstjärna eller menora.